# Division 1 i handboll för herrar
Division 1 i handboll är nivån under Allsvenskan, tredje nivån i den svenska handbollspyramiden. 

## Serierna
Division 1 består av två serier, norra och södra, med vardera 12 lag. När serierna är färdigspelade efter 22 omgångar, går ettan i respektive serie upp i Allsvenskan. Lagen på plats 2 och 3 i norra respektive södra spelar playoff om kvalplats mot lag 11 och 12 i Allsvenskan om två platser i Allsvenskan.